# Ádám Bogdán
Ádám Bogdán (Boedapest, 27 september 1987) is een Hongaars betaald voetballer die dienstdoet als doelman. Bogdán debuteerde in 2011 in het Hongaars voetbalelftal.

## Clubcarrière
Bogdán tekende op op 1 augustus 2007 een contract voor twee seizoenen bij Bolton Wanderers. Daarvoor speelde hij in eigen land bij Vasas SC en Vecsés. In 2009 en 2011 kreeg hij telkens een contractverlenging.
Op 14 mei 2012 werd Bogdán tijdens het jaarlijkse diner van de club uitgeroepen tot Speler van het Jaar. Bogdán gaf aan met gemengde gevoelens te zitten na de onderscheiding, omdat zijn team degradeerde door het gelijkspel tegen Stoke City. In de zomer 2012 vertrok zijn concurrent Jussi Jääskeläinen naar West Ham United, waardoor hij eerste doelman werd voor aanvang van het het seizoen 2012/2013. Op 29 november 2012 werd zijn contract verlengd tot 2015.
Hij verruilde in de zomer van 2015 Bolton Wanderers voor Liverpool. Dat lijfde hem transfervrij in. Liverpool haalde hem als vervanger van reservekeeper Brad Jones. Hij werd verhuur aan Wigan Athletic en Hibernian voor zijn contract medio 2019 afliep. Half november 2019 ging hij wederom bij Hibernian aan de slag.

## Interlandcarrière
In oktober 2008 werd Bogdán voor het eerst opgeroepen voor Hongarije. In juni 2011 debuteerde hij als international tegen Luxemburg. Op 11 oktober 2013 slikte hij acht doelpunten in een WK-kwalificatiewedstrijd tegen Nederland (8–1).
1 Gulácsi ·
2 Lang ·
3 Kecskés ·
4 Attila Szalai ·
5 Fiola ·
6 Orban ·
7 Nego ·
8 Nagy ·
9 Ádám Szalai  ·
10 Cseri ·
11 Holender ·
12 Dibusz ·
13 Schäfer ·
14 Lovrencsics ·
15 Kleinheisler ·
16 Gazdag ·
17 R. Varga ·
18 Sigér ·
19 K. Varga ·
20 Sallai ·
21 Botka ·
22 Bogdán ·
23 Nikolić ·
24 Schön ·
25 Hahn ·
26 Bolla ·
Coach: Rossi